# Bertram Johannes Meier
Bertram Johannes Meier (Buchloe, 20 luglio 1960) è un vescovo cattolico tedesco, dal 29 gennaio 2020 vescovo di Augusta.

## Biografia
Bertram Johannes Meier è nato a Buchloe il 20 luglio 1960. È cresciuto in una famiglia di confessione mista: suo padre Hans (?-1989) era un cristiano protestante molto impegnato mentre sua madre Erna (1931 o 1932) è cattolica. La sua famiglia è originaria del Sudetenland e suo padre è stato il secondo sindaco di Kaufering. Ha una sorella.

### Formazione e ministero sacerdotale
Dopo aver superato l'esame di maturità, è entrato in seminario e ha studiato filosofia e teologia presso l'Università di Augusta dal 1978 al 1980 e presso la Pontificia Università Gregoriana a Roma come alunno del Pontificio collegio germanico-ungarico dal 1980 al 1985.
Il 10 ottobre 1985 è stato ordinato presbitero per la diocesi di Augusta a Roma dal cardinale Franz König. Nel 1988 è divenuto membro dell'associazione studentesca universitaria KAV Capitolina Roma. Nel 1989 ha conseguito il dottorato in teologia dogmatica con una tesi sull'opera del vescovo di Ratisbona Johann Michael Sailer. Tornato in patria è stato vicario parrocchiale della parrocchia di San Giovanni Battista a Nuova Ulma per qualche mese. Nel 1990 è stato ammesso alla Pontificia accademia ecclesiastica, l'istituto che forma i diplomatici della Santa Sede. L'anno successivo ha lasciato l'accademia. Tornato in diocesi è stato vicario parrocchiale della parrocchia di San Pietro a Neuburg an der Donau dal 10 marzo 1991, cappellano per la pastorale giovanile del decanato di Neuburg/Donau dal 10 ottobre 1991, parroco della parrocchia di San Giovanni Battista a Nuova Ulma dal 1992 al 1996, consultore di un'associazione cattolica femminile diocesana dal 1º maggio 1993, membro del consiglio presbiterale dal 1991 al 1996, decano dell'ufficio del decanato di Nuova Ulma dal 15 luglio 1994, decano del decanato di Nuova Ulma dal 25 settembre 1994 e cappellano dell'Università di Scienze Applicate di Kempten.
Nel 1996 è entrato nella Segreteria di Stato della Santa Sede come capo della sezione di lingua tedesca. Fu anche vicerettore del Campo Santo Teutonico, il collegio sacerdotale tedesco di Roma, e docente di teologia dogmatica e teologia ecumenica presso la Pontificia Università Gregoriana.
Il 6 luglio 2000 è stato nominato cappellano di Sua Santità. Il 1º agosto 2000 è stato nominato canonico del capitolo della cattedrale di Augusta e responsabile dell'ufficio per il dialogo ecumenico e interreligioso; la Chiesa mondiale, le missioni e lo sviluppo e gli ordini religiosi e dell'ufficio diocesano per la Pontificia opera per le professioni spirituali (PWB). Il 12 luglio 2001 è stato promosso a prelato d'onore di Sua Santità.
Dal 2007 al 2014 ha lavorato presso la Conferenza episcopale di Frisinga e nel comitato statale dei cattolici in Baviera. Nel 2007 è stato nominato predicatore della cattedrale di Augusta e il 9 luglio 2012 decano della stessa.
Dal 2002 al 2011 è stato presidente del gruppo di lavoro delle Chiese cristiane (ACK) di Augusta. Monsignor Meier ha rappresentato le sette diocesi cattoliche bavaresi nel consiglio di amministrazione del Christian Church Working Group (ACK) in Baviera dal 2005 ed è stato il suo primo presidente dal 2013 venendo rieletto nel 2017. Dal 2012 è stato membro della delegazione di ACK per nomina dalla Conferenza episcopale tedesca.
Nel 2011 è stato eletto presidente della Conferenza degli ufficiali religiosi di Germania. È stato anche membro della commissione per la Chiesa mondiale della Conferenza episcopale tedesca. Come rappresentante per le funzioni della Chiesa mondiale a livello diocesano, ha rappresentato le diocesi bavaresi per cinque anni.
Nel 2011 è stato eletto per un mandato quinquennale all'ufficio di consultore della sottocommissione sulle questioni relative alle missioni della Conferenza episcopale. Sempre nel 2011 il vescovo Konrad Zdarsa lo ha trasferito a capo del III dipartimento diocesano sulla vita della Chiesa. Nel 2014 è stato nominato capo del II dipartimento per il servizio pastorale episcopale e direttore dell'hotel congressuale di St. Ulrich. Il vescovo Zdarsa lo nominato anche vicario episcopale per l'ecumenismo e il dialogo interreligioso. Dall'aprile del 2018 è stato anche delegato episcopale per il consiglio diocesano e per le funzioni della Chiesa mondiale e direttore diocesano delle Pontificie Opere Missionarie.
L'8 luglio 2019 il capitolo dei canonici della cattedrale di Augusta lo ha eletto amministratore diocesano.

### Ministero episcopale
Il 29 gennaio 2020 papa Francesco lo ha nominato vescovo di Augusta. L'ordinazione episcopale era inizialmente prevista per il 21 marzo ma a causa della pandemia di COVID-19 è stata rinviata a tempo indeterminato. Il 25 marzo 2020 papa Francesco lo ha nominato amministratore apostolico sede vacante et ad nutum Sanctae Sedis. Questo gli ha conferito tutti i diritti di un vescovo diocesano che non richiedono la consacrazione. Ha ricevuto l'ordinazione episcopale il 6 giugno successivo nella cattedrale di Augusta dal cardinale Reinhard Marx, arcivescovo metropolita di Monaco e Frisinga, coconsacranti l'arcivescovo Nikola Eterović, nunzio apostolico in Germania, e l'arcivescovo metropolita di Bamberga Ludwig Schick. Durante la stessa celebrazione ha preso possesso della diocesi. Come vicario generale ha confermato don Harald Heinrich, già titolare dell'ufficio sotto il suo predecessore. Il suo capo ufficio è suor Anna Schenck, C.J.
L'assemblea generale della Conferenza episcopale tedesca svoltasi dal 2 al 5 marzo 2020 lo ha eletto membro della II commissione per l'ecumenismo e della X commissione per la Chiesa mondiale. È membro del Dicastero per la promozione dell'unità dei cristiani, dal 4 marzo 2023.
Ha conseguito la medaglia di San Gerardo della diocesi di Zrenjanin nel 2012 e l'alloro dorato dell'Università della Varmia e Masuria a Olsztyn nel 2013.
È uno dei vescovi che ha celebrato la messa tridentina dopo la riforma liturgica.

## Opere
- Die Kirche der wahren Christen: Johann Michael Sailers Kirchenverständnis zwischen Unmittelbarkeit und Vermittlung. Kohlhammer 1990, ISBN 3-17-011017-9 (Dissertation)
- Lebensbaum nicht Marterpfahl. Süddt. Verlags-Gesellschaft, Ulm 1996 (2. Auflage), ISBN 3-88294-225-8
- Frauen begegnen Jesus: Anstöße aus dem Neuen Testament. Johannes, Leutesdorf 1999, ISBN 3-7794-1422-8
- Mehr Glauben wagen. Sankt Ulrich, Augsburg 2001, ISBN 3-929246-70-8
- Keine Zeit, Gott zu verschweigen: Anstöße für ein Europa aus der Kraft des Christentums. Unio, Fremdingen 2005, ISBN 3-935189-22-2
- Gehen, Stehen, Sitzen, Liegen: eine kleine Theologie der Haltungen. Augsburg 2006, ISBN 3-00-020391-5
- Der Dom predigt., Kunstverlag Fink Lindenberg 2011 (2. Auflage), ISBN 978-3-89870-585-1
- Zeit und Ewigkeit. Weihnachtliche Betrachtungen. Christliche Familie, Köln 2010, ISBN 978-3-939168-13-3
- Treue und Anbetung. Dominus, Augsburg 2011, ISBN 978-3-940879-14-1
- Absichtslos Laternen anzünden. Kunstverlag Josef Fink, Lindenberg 2014.
- Neue Evangelisierung – Kirche konkret. Personen – Positionen – Perspektiven. Festschrift für Bischof Dr. Konrad Zdarsa zum 70. Geburtstag. A cura di Harald Heinrich e Gerda Riedl. Verlag Ferdinand Schöningh, Paderborn 2014, ISBN 978-3-506-76652-6.
- Stallgeruch, nicht Aftershave! Gedanken zum Priestersein. Kunstverlag Josef Fink, Lindenberg 2015.

## Genealogia episcopale
La genealogia episcopale è:
- Cardinale Scipione Rebiba
- Cardinale Giulio Antonio Santori
- Cardinale Girolamo Bernerio, O.P.
- Arcivescovo Galeazzo Sanvitale
- Cardinale Ludovico Ludovisi
- Cardinale Luigi Caetani
- Cardinale Ulderico Carpegna
- Cardinale Paluzzo Paluzzi Altieri degli Albertoni
- Papa Benedetto XIII
- Papa Benedetto XIV
- Papa Clemente XIII
- Cardinale Marcantonio Colonna
- Cardinale Giacinto Sigismondo Gerdil, B.
- Cardinale Giulio Maria della Somaglia
- Cardinale Carlo Odescalchi, S.I.
- Vescovo Eugène de Mazenod, O.M.I.
- Cardinale Joseph Hippolyte Guibert, O.M.I.
- Cardinale François-Marie-Benjamin Richard
- Cardinale Pietro Gasparri
- Arcivescovo Cesare Orsenigo
- Cardinale Lorenz Jäger
- Cardinale Johannes Joachim Degenhardt
- Cardinale Reinhard Marx
- Vescovo Bertram Johannes Meier

## Araldica
| Stemma | Titolare                                  | Descrizione |
|        | Bertram Johannes Meier Vescovo di Augusta | Il campo è partito di rosso e d'argento, i colori dello stemma della diocesi di Augusta. Sul campo è posto un libro aperto con le lettere Α e Ω, simbolo della parola di Dio, il Vangelo. Dal libro spunta una spiga di grano, simbolo della Santa Eucaristia, che il vescovo celebra con i suoi sacerdoti. La spiga ha quattro foglie per ricordare i quattro evangelisti. La spiga era presente anche nello stemma di monsignor Johann Michael Sailer (1751-1832), vescovo di Ratisbona dal 1829 al 1832, e figura molto cara a monsignor Meier. Come motto ha scelto l'espressione "Vox verbi vas gratiae". Lo stemma è completato dagli ornamenti esterni che sono una croce processionale episcopale d'oro, posta dietro e che si estende sopra e sotto lo scudo, e un galero, con sei nappe, in tre file, su entrambi i lati dello scudo, il tutto in verde. Queste sono le insegne araldiche di un prelato del grado di vescovo, per ordine della Santa Sede del 31 marzo 1969. |